# Месмер, Франц Антон
Франц Анто́н Ме́смер (нем. Franz Anton Mesmer, 23 мая 1734, Ицнанг, Констанцское епископство — 5 марта 1815, Мерсбург, Великое герцогство Баден) — немецкий врач и целитель, создатель учения о «животном магнетизме» (месмеризма).

## Биография
Родился в Ицнанге, на тот момент деревне неподалёку от города Радольфцелля на берегу Боденского озера. Был третьим из девяти детей. Его отец служил инспектором по охране фауны у епископа Констанца. Впервые Франц Антон упоминается в 1752 году, когда был зачислен в иезуитский университет Дилленгена. Спустя два года перевёлся на третий курс университета Ингольштадта, где изучал теологию. Записи об окончании им этого университета отсутствуют, хотя отдельные источники называют Месмера доктором философии.
В 1759 году начал изучать в Венском университете юриспруденцию, но спустя год перевёлся на медицину. Окончил обучение в 1766 году, получив звание доктора медицины (его диплом подписан придворным врачом Герардом ван Свитеном). В своей диссертации под названием «О влиянии звёзд и планет как лечебных сил» (лат. De planetarum influxu in corpus humanum) Месмер развивал мысль о существовании универсального гравитационного флюида. Диссертация представляет местами плагиат идей англичанина Ричарда Мида.

### Начало карьеры
По окончании университета Месмер стал практиковать в Вене. Вскоре ему удалось войти в высшие слои общества благодаря женитьбе в январе 1768 года на состоятельной вдове Анне Марии фон Пош (1724—1790), которая была на десять лет старше него. От супруги у врача был приёмный сын Франц фон Пош (род. 1747), собственными детьми Месмер обзавестись не смог. Отец невесты подарил молодожёнам большой дом в районе Ландштрасе. Врач устроил там лаборатории и концертный зал. Он сам любил музицировать, единственный в Вене умел играть на стеклянной гармонике, дружил с композиторами Кристофом Глюком и Йозефом Гайдном, Леопольдом Моцартом. Именно в доме Месмера 1 октября 1768 года состоялась премьера зингшпиля 12-летнего Вольфганга Амадея Моцарта «Бастьен и Бастьенна».

### Открытие «животного магнетизма»
Практиковавший магнитотерапию и написавший о ней ещё в 1762 году трактат «Introductio ad utilem usum Magnetis ex chalybe» венский астроном Максимилиан Хелл заинтересовался тезисами докторской диссертации Месмера. Он посоветовал врачу попробовать магнитотерапию и даже передал специально сделанные магниты. Месмер лечил в это время подругу своей жены Франциску Остерлин. Пациентка часто находилась на пороге смерти, испытанные средства не помогали. 28 июля 1774 года врач решил попробовать подарок астронома: приложил к телу пациентки магниты, предварительно дав ей выпить препарат, содержащий железо. Болезни покинули фрау Остерлин в течение буквально нескольких часов. Этот день Месмер назвал датой открытия «животного магнетизма» (правда, Хелл считал излечение фрау собственной заслугой). Спустя 7 лет Леопольд Моцарт писал, что Франциска цветёт и хорошеет; к тому времени она вышла замуж за пасынка Месмера и родила двоих детей.
Вскоре Месмер выяснил, что способен намагничивать предметы — бумагу, стекло, воду[прояснить]. Тем самым важность для лечения магнита, на которой настаивал Хелл, становилась небезусловной. Это укрепило врача в мысли об оригинальности его открытия, и он разослал сообщение об этом в крупнейшие научные институты Европы. Ответ пришёл только из прусской Королевской академии наук (24 марта 1775 года), в котором учёные усомнились в открытии Месмера.
В то же время совершённое врачом турне по империи принесло новые успехи. Сначала Антон де Гаен, один из университетских преподавателей Месмера, порекомендовал его венгерскому барону Хорецки де Хорка (нем. Hareczky de Horka), и в июне 1775 года доктор отправился лечить аристократа в Рохов. Лечение прошло столь успешно, что в способности Месмера поверил даже скептически настроенный гувернёр барона Зайферт. В следующем месяце было несколько чудесных исцелений на родине врача в Констанце. Затем Месмер навестил в Регенсбурге популярного целителя Иоганна Гаснера и убедился в том, что тот фактически использует «животный магнетизм». Последующее присутствие врача в Мюнхене совпало с расследованием, которое в отношении Гаснера назначил баварский курфюрст Максимилиан III. Месмер подтвердил честность целителя, объяснив (со своей точки зрения) причину чудесных исцелений и тут же продемонстрировав (23-24 ноября) несколько из них. Одним из исцелённых оказался секретарь Баварской академии наук Ильдефонс Кеннеди, ещё одним стал академический советник Петер фон Остервальд (в следующем году он опубликует в Аугсбурге об этом событии книгу). 28 ноября 1775 года Баварская академия избрала Месмера своим членом.

### Скандал с пианисткой

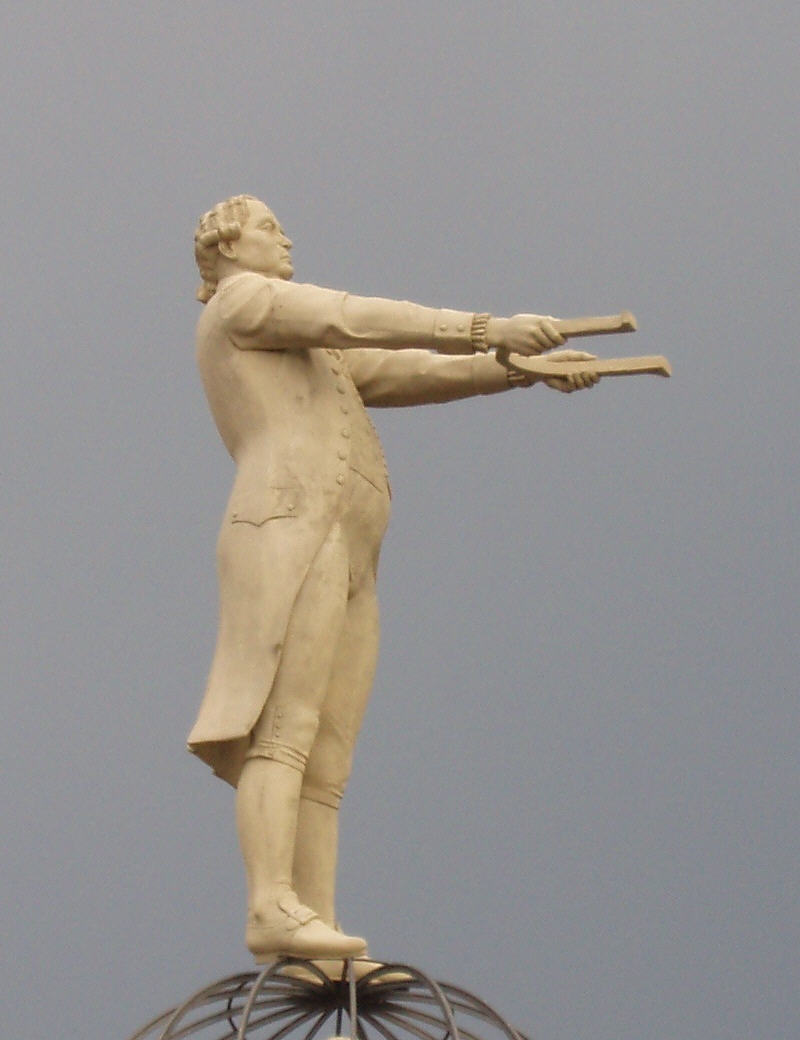
Статуя Месмера в Мерсбурге

По возвращении в столицу доктор встретил прохладный приём со стороны профессионального медицинского сообщества. В зарубежных журналах публикуется анонимная корреспонденция из Вены, высмеивающая методы Месмера. Наконец, конфликт с коллегами перешёл в открытую фазу, когда врач принялся за лечение слепой 18-летней пианистки Марии Терезии фон Парадис, пользовавшейся покровительством императрицы. Пианистка потеряла зрение в возрасте четырёх лет. В её лечении потерпели неудачу лейб-медик Антон фон Штёрк и его ученик Йозеф Барт, и в конце 1776 года родители музыкантки обратились к Месмеру, который поместил пациентку в госпиталь, устроенный в собственном доме.
9 февраля 1777 года девушка стала говорить, будто может различать контуры предметов. Отец пациентки заявил о положительных результатах лечения в письменном виде. Однако вскоре родители потребовали вернуть дочь домой, на что та ответила отказом. Тогда её уговорили вернуться домой на время, после чего Месмера к ней уже не допустили. Коллеги врача заявили, что никакой ремиссии на самом деле не было, это плод воображения Месмера, который всего лишь шарлатан. Стараниями Барта и Штёрка против Месмера были мобилизованы кардинал-священник Кристоф фон Мигацци, а также императрица Мария Терезия. Врачу было предъявлено обвинение в мошенничестве и приказано или прекратить практику, или покинуть Вену. Месмер предпочёл покинуть столицу, причём без жены, что дало дополнительную почву слухам о наличии у него романа с пациенткой. После этого случая Франц Антон впал в депрессию, которая затянулась на три месяца. Сперва он пытался обосноваться в Швейцарском союзе, но в феврале 1778 года появился в Париже.

### Французский период
В 1778 году Месмер перебрался в Париж, где снял квартиру на Вандомской площади. С этого времени начинается его европейская слава. В пациенты к Месмеру записались многие французские аристократы (включая маркиза де Лафайета), а слава дошла до Марии-Антуанетты. На групповых сеансах десятки пациентов лечили погружением ног в фонтан с намагниченной водой, тогда как руками они держались за провода, присоединенные к «магнетизированным» деревьям. Сам Месмер аккомпанировал этому действу на фортепьяно или стеклянной гармонике.
В 1779 году продемонстрировал в Париже опыты с «животным магнетизмом», посредством которого можно якобы изменить состояние организма, в том числе излечивать болезнь.
Деятельность Месмера обеспокоила медицинский факультет Сорбонны, который объявил ему войну в сатирических журналах и памфлетах. В 1784 году идеи Месмера стали предметом рассмотрения двух научных комиссий, в которые входили такие светила науки, как Антуан Лавуазье и Бенджамин Франклин. Учёные мужи пришли к заключению, что единственной причиной месмерических феноменов является чрезмерно возбуждённое воображение пациента.
Чтобы заглушить голоса скептиков и «научной инквизиции», Месмер организовал Общество вселенской гармонии (Société de l’Harmonie Universelle), которое накануне революции насчитывало 430 членов. Отделения общества действовали в Страсбурге, Лионе, Бордо, Монпелье, Байонне, Нанте, Гренобле, Дижоне, Марселе, Кастре, Дуэ и Ниме. Штаб-квартирой общества служил роскошный особняк Куаньи в центре Парижа. В качестве казначея общества Месмер обзавёлся состоянием в 344 тыс. ливров и стал самым богатым учёным Европы.

### Годы забвения
Ввиду начинавшейся революции Месмер был вынужден покинуть Францию, вслед за чем последовали его поездки по Германии и Англии. После смерти жены в 1790 году Месмер прибыл 14 сентября 1793 года в Вену, где уже 17 ноября был арестован по обвинению в антигосударственной деятельности, и 9 декабря был выслан к месту своего рождения.
В 1794 году Месмер приобрёл гражданство швейцарского кантона Тургау, где продолжал свою врачебную практику, которая, однако, была малоуспешной. Кроме того, местные врачи были весьма невысокого мнения о его методах. Вероятно, это побудило его вернуться во Францию: период между 1798 и 1801 годами он провёл в Париже и в Версале, где опубликовал ряд своих работ и сборник мемуаров, а также — в качестве компенсации за упразднённые государственные облигации, держателем которых он был — смог добиться получения ежегодной пенсии в 3000 франков.
В 1809 году он вернулся в Швейцарию, и до 1812 года уединённо жил в Фрауэнфельде, проведя два следующих года в Констанце. Летом 1814 года Месмер остановился в Ридетсвайлере под Меерсбургом, заняв к осени квартиру в здании меерсбургского госпиталя Святого Духа, где 5 марта 1815 года скончался от сердечного приступа.
Первое развёрнутое жизнеописание Месмера составил в 1856 году Юстинус Кернер.

## Взгляды
В 1776 году Месмер пришёл к заключению, что магнитотерапия благоприятно действует на пациента, но не благодаря самому магниту, а в результате действия таинственной силы — флюида, исходящей от магнетизёра. Эта сила, названная им «животным магнетизмом», якобы может накапливаться, усиливаться за счёт зеркал или звука и передаваться другим с целью устранения болезней.
По мнению Месмера, неравномерное распределение флюида в организме вызывает болезни, а добиваясь гармонического перераспределения флюида, можно излечить болезнь. Месмер писал: «Животный магнетизм (флюид) передаётся прежде всего посредством чувства. Только чувство позволяет постигнуть эту теорию». Он утверждал, что флюиды врача передаются больному за счёт магнетических пассов и прикосновений, прямо или опосредованно.

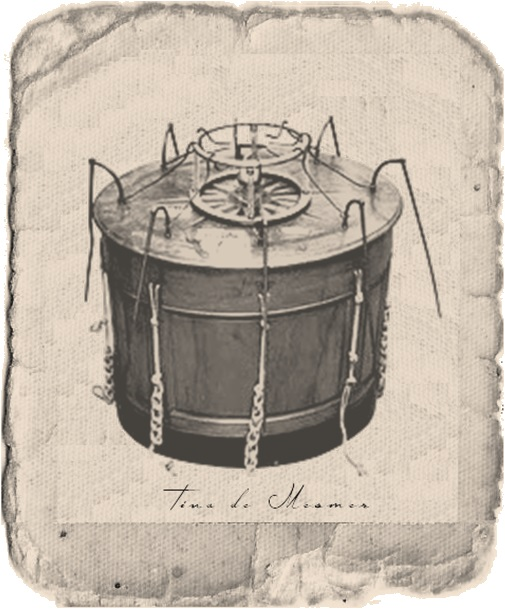
Месмеров чан с водой

Под влиянием этих идей Месмер разработал психотерапевтический приём лечения, который был назван им «бакэ» (от фр. baque — чан). Суть его в том, что несколько пациентов располагается вокруг деревянного чана с водой, в крышку которого через специальные отверстия вставлены намагниченные железные стержни. В условиях группового сеанса пациенты прикасались к ним и друг к другу, создавая цепь, по которой «циркулировал» флюид. Магнетизёр при этом должен был коснуться чана, передавая через него целительную энергию всем пациентам одновременно.
Месмер полагал, что в состоянии магнетического сна или транса некоторые люди могут предвидеть будущее и прозревать далёкое прошлое, способны видеть внутренние органы — как свои, так и других людей, распознавать болезни, определять средства лечения и т. п. При этом механизм лечения имел, по его мнению, сугубо физиологическое, а не психологическое содержание.

## Влияние
Несмотря на критику теоретических положений метода Месмера, интерес к нему сохранялся до начала XX века, привлекая внимание учёных и врачей (И. Бернгейм, А. Льебо, Ж. Шарко и др.). Феномен месмеризма способствовал формированию научных представлений о гипнозе и практических методов гипнотерапии. Он предлагал идею, что путь к выздоровлению лежит через растворение сознания пациента в сознании врача, подчинение своего «Я» гипнотизёру.
Оказал существенное влияние на философию романтизма.
Месмер ввёл в научный оборот термин «раппорт», означающий физический контакт, благодаря которому происходила передача «флюида». Впоследствии «раппорт» в гипнотерапии стал означать словесный контакт гипнотизера с пациентом, находящимся в гипнотическом состоянии.

## Сочинения
- Antonii Mesmer Dissertatio physico-medica de planetarum influxu, Dissertation, Wien 1766 (SLUB)
- Schreiben über die Magnetkur, ohne Ort 1766
- Sendschreiben über die Magnetkur an einen auswärtigen Arzt, Wien 5. Januar 1775 (Sendschreiben an Johann Christoph Unzer in Altona)
- Zweites Schreiben an das Publikum, Wien 1775
- Drittes Schreiben an die Frankfurter, 1775
- Mémoire sur la découverte du magnetisme animal, Didot, Genf und Paris 1779 (Digitalisat der Erstausgabe (недоступная ссылка), E-Text der Ausgabe Paris 1826)
- Lettre à Monsieur Mesmer et autres pièces concernant la maladie de la Dlle. Berlancourt de Beauvais, Beauvais 1781
- Précis Historique Des Faits Relatifs Au Magnétisme-Animal Jusques En Avril 1781, London 1781 (Digitalisat (недоступная ссылка))
- Abhandlung über die Entdeckung des thierischen Magnetismus, Carlsruhe 1781 (Nachdruck: Tübingen 1985, ISBN 3-88769-507-0; E-Text) — Übersetzung der «Mémoire sur la découverte»
- Lettre de M. Mesmer à M. le comte de C… d.d. Paris, 31. août 1784, 1784
- Lettre d’un médecin de Paris à un médecin de province, ohne Ort 1784
- Lettres de M. Mesmer à M. Vicq.-d’Azyr et à Messieurs les auteurs du Journal de Paris, Brüssel 1784
- Lettres de M. Mesmer à Messieurs les auteurs du Journal de Paris et à M. Franklin, ohne Ort 1784
- Théorie du monde et des êtres organisés suivant les principes de M…., Paris 1784 (Digitalisat (недоступная ссылка))
- Aphorismes, hrsg. v. Louis Caullet de Veaumorel, Paris 1785 (Digitalisat (недоступная ссылка))
- Correspondence de M. M[esmer] sur les nouvelles découvertes du baquet octrogone, de l’homme-baquet et du baquet moral, pouvant servir de suite aux aphorismes, hrsg. v. Alphonse Touissant Joseph André Marie Marseille de Fortia de Piles, François Jourgniac de Saint-Méard und Pierre Marie Louis de Boisgelin de Kerdu, Libourne, Paris 1785 (Digitalisat (недоступная ссылка)) — alle Namen von Autor und Herausgebern erscheinen in dem Buch nur abgekürzt
- Lettre de l’auteur de la découverte du magnétisme animal à l’auteur des Réflexions préliminaires, ohne Ort 1785 (Digitalisat (недоступная ссылка))
- Lehrsäzze des Herrn Mesmer’s. So wie er sie in den geheimen Versammlungen der Harmonia mit getheilt hat, und worinnen man seine Grundsäzze, seine Theorie, und die Mittel findet selbst zu magnetisiren. Hrsg. v. Louis Caullet de Veaumorel. Verlag der akademischen Buchhandlung, Straßburg 1785
- Supplément aux Observations de M. Bergasse, ou Règlemens des sociétés de l’harmonie universelle, ohne Ort 1785 (Digitalisat (недоступная ссылка))
- Neue Beiträge zur praktischen Anwendung des Thierischen Magnetismus. In verschiedenen Abhandlungen…; Ein Nachtrag zu den Lehrsätzen des Hrn Mesmers …; Aus Hrn. Caullet de Veaumorel dritter Ausgabe mit möglichster Treue übersetzt, Straßburg 1786
- Introduction au magnétisme animal par M. P. Laurent, suivie des prinxcipaux aphorismes du docteur Mesmer, Lange-Lévy, um 1788 (Digitalisat (недоступная ссылка))
- Lettres de F. A. Mesmer sur l’origine de la petite vérole et le moyen de la faire cesser, Paris 1799
- Mémoire de F. A. Mesmer … sur ses découvertes, Paris 1799 (Digitalisat (недоступная ссылка))
- Ueber meine Entdeckungen : Aus dem Französischen übersetzt (In Paris herausgenommen im 8n Jahre d. Republik), Stahl, Jena 1800
- Allgemeine Erläuterungen über den Magnetismus und den Somnambulismus. Als vorläufige Einleitung in das Natursystem, Buchhandlung des Hallischen Waisenhauses, Halle [u.a.] 1812
- Ueber den Ursprung und die wahre Natur der Pokken, so wie über die Möglichkeit der gänzlichen Ausrottung durch die einzig richtige naturgemässe Verfahrungsart bei der Geburt, Buchhandlung des Waisenhauses, Halle und Berlin 1812
- Mesmerismus oder System der Wechselwirkungen, Theorie und Anwendung des thierischen Magnetismus als die allgemeine Heilkunde zur Erhaltung des Menschen. Mit dem Bildniß des Verfassers und 6 Kupfertafeln, hrsg. von Karl Christian Wolfart, Berlin, Nikolai 1814 (Nachdruck: E. J. Bonset, Amsterdam 1966; Ausschnitte als E-Text)

Переводы на русский
- «Доклад об открытии животного магнетизма» (1781)
- Выдержки из книги «Месмеризм или система взаимодействий, теория и применение животного магнетизма…» (1814)

## Художественные отражения
- Первая часть трилогии Стефана Цвейга о врачевателях души «Врачевание и психика» (1927) посвящена жизни и деятельности Антона Месмера.
- «Месмер» (1994) — художественно-биографический фильм Роджера Споттисвуда, в роли доктора Месмера — Алан Рикман.
- «Мадмуазель Паради[нем.]» (2017) — фильм Барбары Альберт, в главной роли (доктора Месмера) — Девид Штрисов[нем.].
- «Джефферсон в Париже» (1995) — фильм Джеймса Айвори, в роли доктора Месмера — Даниэль Месгиш.
- Идеи Месмера и отсылки к его учению содержатся в фильме «Исцеление» (1997) японского режиссёра Киёси Куросавы.
- В романе «Смотритель» В. Пелевин использует прямые отсылки и факты из жизни и практики немецкого учёного.
- Месмер послужил прототипом главного героя романа П. Энквиста «Пятая зима магнетизёра».